# Thomonde
 (avril 2025).
Si vous disposez d'ouvrages ou d'articles de référence ou si vous connaissez des sites web de qualité traitant du thème abordé ici, merci de compléter l'article en donnant les références utiles à sa vérifiabilité et en les liant à la section « Notes et références ».
Thomonde (Tomonn en créole haïtien) est une commune d'Haïti située à la frontière haïtiano-dominicaine, dans le département du Centre et l'arrondissement de Hinche.

## Histoire
La ville de Thomonde fut fondée en 1930 pendant l'occupation américaine. Thomonde, de son ancien nom Cabral, avait une position géographique stratégique. Pendant plus de 25 ans, la nouvelle commune dépendait administrativement de Hinche, le chef-lieu départemental. Ce n'est qu'en 1957, à l'arrivée au pouvoir de François Duvalier, que Thomonde a connu son premier administrateur, Monsieur Sauveur Benjamin, arpenteur de profession. Ce dernier, homme de confiance du régime, est resté à la tête de l'administration communale pendant presque tout le mandat du président François Duvalier. Le maire était alors nommé par la secrétairerie d'État de l'Intérieur.
Le deuxième maire fut Monsieur Clébert Charlot, originaire de Mirebalais. Protégé par la députée de la première circonscription, Madame Ulrick, il fut démis par la secrétairerie de l’Intérieur pour des motifs politiques ; Sauveur Benjamin reprit les rênes de l'administration communale. La députée Madame Ulrick a alors tenté de mettre André Bélizaire à la tête de la mairie mais sans succès. Après une longue maladie maladie qui entraîne l'incapacité de Monsieur Sauveur Benjamin, à la fin des années 1970, l'adjoint au maire Alphonse Joly assura l'intérimat.
Le troisième maire fut Mademoiselle Kételine, originaire de Port-au-Prince, de parents Thomondois. Elle a lancé la construction du local logeant le bureau des maires frontaliers destiné pour être l'hôtel de ville.
Le quatrième maire fut Monsieur Astrel Vernet, originaire des Gonaïves. Il était également commandant du corps des VSN, Volontaires de la Sécurité nationale, plus connus sous le nom de Tontons Macoutes. Astrel Vernet, compte tenu de ses relations avec l’exécutif,  décida de prendre une pause et passa le pouvoir à son poulain Monsieur Honoré Saint-Louis qui jouait le rôle de maire de doublure. Monsieur Vernet est resté à la tête de la mairie jusqu'à la chute du Président Jean-Claude Duvalier. Emporté par la vague des manifestations anti-Macoutes, il quitta Thomonde pour s'installer définitivement à Port-au-Prince, où il mourut en 2010.
Voici la liste des maires qui se sont succédé de 1986 à 2015 : Monsieur Jean-Nathanaël Pierre, surnommé Tijean, Monsieur Jean Joseph Béjamin, surnommé Djo, Monsieur Jean-Robert Marcellus, surnommé Tonton et Monsieur Delva Souverne Jean. La commune était passée sur le contrôle de la délégation départementale du Centre après une tentative d'assassinat perpétrée sur la personne du jeune journaliste de la ville Wendy Phele. Jean Robert Vorbe, le présumé auteur de cette tentative d'assassinat, ancien agent de sécurité rapproché de Jean Souverne Delva, en fuite, fait l'objet d'un mandat d’arrêt international. Il est recherché par INTERPOL depuis Octobre 2012. Thomonde était déjà sous tutelle pendant 27 ans avant l'arrivée de Duvalier au pouvoir. Depuis janvier 2016, la commune de Thomonde est dirigée par un cartel municipal ayant à sa tête Matheus Bernadeau.
Thomonde a été élevé au rang de circonscription sous le gouvernement de René Garcia PREVAL(2) avec comme premier parlementaire élu Monsieur Enel APPOLON (LESPWA), la deuxième élue fut Madame Marie Denise BERNADEAU (PHTK),et actuellement c'est le député Enel APPOLLON (PITIT DESSALINES) qui représente la circonscription au parlement.

## Démographie
La commune est peuplée de 61 880 habitants(recensement par estimation de 2015).

### Émigration
Les habitants de Thomonde émigrent vers les États-Unis d'Amérique, et très peu en République dominicaine. Depuis plusieurs décennies, compte tenu de l'instabilité politique et économique qui sévit dans le pays, on assiste à une fuite des cerveaux. Après de longues études, 98 % de nos jeunes rêvent de quitter le pays pour les États-Unis et y résident. La majorité des Thomondois émigrent dans le Massachusetts plus précisément à Boston, d'où la création d'une association (CORECTHO) comité pour le relèvement de la commune de Thomonde créé dans les années 1990 par la communauté thomondoise qui y vit.
Actuellement (en 2017), les anciens élèves de l'école Marie auxiliatrice de Thomonde se regroupent pour redorer l'image de cet établissement et en même temps se préparer pour le jubilé de leur école en 2018. FAEMAT, la fondation des anciens élèves de Marie Auxiliatrice cherchent tous les anciens de cette école pour cette manifestation.
L'école a été créée en 1968 par le Révérend Père Henry Garssou, qui était à l'époque le Curé de la paroisse correspondant à cette commune.

## Éducation
Il existe à Thomonde trois écoles congréganistes (privées) et deux écoles publiques.
L'école primaire Marie-Auxiliatrice dirigée par les Sœurs Saint Joseph de Cluny fondée en 1968 par le révérend père Henry Garssou, le collège Jean Baptiste Décoste dirigé par le curé de la paroisse, le collège saint Mathias, le lycée et le collège El Shaddai. Tous ces établissements sont à caractère œcuménique.

## Religion
La population de Thomonde est majoritairement catholique. La croyance est de mise dans cette commune. On trouve les vaudouisants et les protestants (les wesleyens, les baptistes, adventistes, pentecôtistes et les témoins de Jéhovah).

## Administration
La commune est composée de quatre sections communales :
- Cabral
- Terre Mouscadille
- Baille Tourrible
- La Hoye

La section communale est la plus petite division administrative en Haïti. Elle est gérée par un conseil d'administration élu pour quatre ans (CASEC).
Les différentes localités de la commune de Thomonde sont : Basse Thomonde, Bénèche, Ladora, Cerca, Savane Cajou, Jean Gillette, Nan Biton, La Loi ma Source, Eau carrée, Salmadere, Bigaille, Bernaco, Marécage Boucantis, Savane longue, Cay epin et Goyable. Ce sont des petites localités distantes entre elles d'un à trois kilomètres.
C'est une paroisse, dirigée par un curé nommé par l'évêque de Hinche.
Depuis environ 15 ans Thomonde est une circonscription, représentée actuellement à l'Assemblée nationale par le Député Enel APPOLLON ,notons que monsieur APPOLLON a été déjà député de cette circonscription lors du deuxième mandat du Président René Garcia PREVAL.
Avec la construction de la route nationale no 3, Thomonde se rapproche de la technologie.
À la suite de la tentative d'assassinat d'un représentant de la presse d'où l'agent exécutif intérimaire Monsieur Jean Souverne Delva a été pointé du doigt par la justice, la commune était sous tutelle de la délégation départementale. Maintenant la commune est gérée par Monsieur Mathéus BERNADEAU élu lors des élections contestées du 25 août 2015.
Le ministère de la justice est représenté par Maître Wilfrid Larivière, juge titulaire du Tribunal de Paix.

## Économie
La commune de Thomonde est essentiellement vivrière. L'économie locale repose sur la culture des fruits (mangues, avocats, grenades et citrons), du tabac, des arachides, du café, du mais, du millet(sorgho) des bananiers et de la canne à sucre. De récentes analyses du sol ont déduit que la commune de Thomonde est riche en hydrocarbures et abrite des gisements d'uranium. Notons aussi que les rivières de Thomonde sont très riches en argile.
Avec le déboisement qui engendre un exode rural massif, les caféiers et les bananeraies ont disparu ; il ne reste que du tabac cultivé dans la deuxième section communale (Terre mouscadille)transformé à Port-au-Prince par la compagnie de tabac Comme Il Faut.
Le jeudi est le jour principal du marché public, ouvert toutefois les autres jours de la semaine.
Thomonde a le plus grand marché du département (nan casse) qui se trouve dans la quatrième section
communale (Hoye) près de Lascahobas. Le jour principal de ce grand marché public est
le lundi. Certains commerçants de la capitale, de la République dominicaine, du bas et du haut
plateau se rejoignent pour faire des échanges économiques.

## Solidarité économique
Compte tenu de l'instabilité politique que connait Haïti depuis plusieurs décennies (36 ans) depuis la chute des Duvalier, la diaspora thomondoise pèse lourd dans la balance économique de la commune avec les aides financières envoyées aux proches parents et amis.
Les Thomondois qui vivent à l'étranger supportent beaucoup les parents et amis qui vivent à Thomonde et même à Port-au-prince. Une famille sur deux à Thomonde a un proche qui vit à l'étranger (États-Unis, France ou en République Dominicaine).

## Projets
Différents projets ont vu le jour (les amis de la santé, Medishare, etc.)
La construction du village agricole (Thomonde-Ville) est un projet pilote entre la mairie de Thomonde et la République Dominicaine. Ce projet vise à réunifier ces deux républiques issues d'une même île mais éloignées politiquement depuis 1843 lorsque le Président Haïtien Jean-Pierre Boyer dirigea l’île entière. Ce projet contribue aussi à l'implantation d'une discipline sportive peu connue en Haïti, le Baseball, le sport favori des Belges implanté en République Dominicaine depuis environ 25 ans. La mairie de Thomonde à travers ce lancement vise à loger environ 500 familles au début de l'année 2011. De nos jours, on entend plus parler de ce projet.
Tous ces projets contribuent à diminuer le taux du chômage dans la commune et à encourager les jeunes à y rester pour mettre leur savoir-faire à la disposition de la cité.

## Infrastructures
Actuellement, avec la construction de la route nationale numéro 3 (Départementale 3 ou la D3), Thomonde aspire à une nouvelle vie.
Distante de 92 km de la capitale ce qui fait en moyenne 1 heure 32 minutes de trajet si on roule à 60 km/h et environ 50 minutes si on fait 100 km/h.
Parfois les automobilistes mettent environ 10 heures pour faire ce trajet et encore plus de temps pendant la saison pluvieuse.
L'économie de la commune parait précaire mais elle pourrait être florissante. La canne à sucre est transformée en sucre (rapadou) de manière artisanale puis transportée à la capitale. Compte tenu de l'absence d'infrastructure (routes impraticables pendant la saison pluvieuse) les transporteurs pouvaient passer environ 48 heures sur la route avant d'arriver à la capitale.
Avec la construction de la Nationale numéro 3, on pourra penser à la résurrection de l'économie thomondoise.
Baille-Tourible est le point culminant de Thomonde, la culture maraîchère (légumes) est cultivée dans cette section communale.

## Communication
Avec la téléphonie mobile, Thomonde entre dans la nouvelle génération (la technologie de pointe). L'ADSL (ASYMETRICS Digital, Subscriber Line) l'internet à haut débit est accessible, la commune n'est pas écartée du reste du monde "vivre la technologie".
La commune était dotée de deux stations de radio locales non fonctionnelles depuis plusieurs années. L'une d'entre elles était "Radio Péralte" qui émettait sur la bande FM (Modulation de Fréquence) sur le 106.5. Cette station diffuse des émissions à caractère éducatif. Elle est dirigée par Monsieur Georges Benjamin.
Depuis mars 2017, les Anciens Élèves de l’école Marie-Auxiliatrice de Thomonde fournissent à la commune de Thomonde un nouveau service moderne de communications et de radiodiffusion connu sous le nom de « FaematAIR WFHX de Thomonde ».
FaematAIR WFHX de Thomonde est une radio Nationale Haïtienne généraliste.  Elle utilise un système d’émission complexe en associant plusieurs technologies modernes et variables (numérique, hertzienne, terrestre, etc. ...). Ainsi, elle est capable de couvrir un spectre très large et d’atteindre un audimat haïtien local, national et mondial – y compris des auditeurs vivant à l’extérieur d’Haïti.
En mars 2017, FaematAIR annonce sa présence sur le réseau mondial TuneIn et sur le réseau Haïtien AudioNow HAITI RADIO, avec également des services d’écoute par téléphone Call-To-Listen pour les Thomondois vivant en République Dominicaine 849-943-5679, aux États-Unis 641-552-8075 et au Canada 867-675-1572

## Tourisme
Thomonde est une vallée, elle est située entre deux montagnes. La verdure de cette commune
si exploitée pourrait attirer beaucoup de touristes, la grotte de Boucantis dans la 3e section communale est aussi de mise
La construction de l'hôtel CILINA à Tamarin et la route qui conduit jusqu'à Baille tourible sont des atouts pour attirer les touristes tant locaux qu'internationaux.
Pendant les vacances il y a beaucoup d'activités : des animations musicales sur la place publique, le championnat interzone, etc. Saint Joseph est le Patron de l'église Catholique de la Commune.
Une grande fête patronale est célébrée tous les ans le 19 mars en cette occasion.
Avec la construction de la route nationale numéro 3 on aspire que cette commune devienne un stop touristique dans le département du centre.

## Transport et communication
Voie terrestre

## Thomonde et les autres villes
Thomonde est à 18 km de Hinche (chef-lieu du département du Centre), 92 km de Port-au-Prince (la capitale haïtienne), environ 150 km du Cap-Haïtien (la deuxième ville d’Haïti) en passant par la route nationale numéro 3,
environ 200 km des Gonaïves par la RN3 et la RN1 ; 300 km de Port-de-Paix, environ 300 km de Fort- liberté en passant par la
RN3, environ 400 km des Cayes par la RN2, environ 300 km de Jacmel par la RN2 et la route de l'amitié; environ 600 km de Jérémie et environ 200 des Nippes en passant par la RN3 et la RN2.

## Séisme du 12 janvier 2010
Thomonde n'a pas été frappé par le séisme. Loin de l'épicentre, les Thomondois n'ont pas été victimes de ce désastre naturel mais ils ont subi les conséquences, beaucoup de pertes en vies humaines (plusieurs habitants de Thomonde vivant à Port-au-Prince sont portés disparus (phénomène qui met en hausse le taux d'orphelin)).

## Sources
Géographie de Thomonde : Collège Jean Baptiste Décoste (Dr Jean Hugues Henrys et Gertha Biton).
Histoire de Thomonde : Gertha BITON
Mise à jour régulière : Gertha Biton